# Cross-Platform Install
XPInstall es una abreviatura oficial de Cross-Platform Install (instalador de plataforma múltiple); una tecnología usada en Mozilla Application Suite, SeaMonkey, Mozilla Firefox, Mozilla Thunderbird y otras aplicaciones XUL-based para instalar complementos de la línea Mozilla.
Su módulo instalador XPI (llamado a veces así, pronunciado en inglés como "zippy") contiene un fichero ZIP, que almacena un script de instalación en el origen del archivo, y una serie de archivos de datos.